# Anna Englert
Anna Englert – polska kostiumograf. Dwukrotna laureatka Nagród za kostiumy (do trzech filmów) na Festiwalu Polskich Filmów Fabularnych w Gdyni. 

## Życie prywatne
Córka aktorki Marty Lipińskiej i aktora oraz reżysera Macieja Englerta. Siostra operatora filmowego Michała Englerta.

## Wybrana filmografia[1]
kostiumy:
- Ono (2004)
- Chaos (2005)
- Wojna polsko-ruska (2009)
- Handlarz cudów (2009)
- Dzień kobiet (2012)
- Mowa ptaków (2019)
- Śubuk (2022)
- Apokawixa (2022)
- Dziadku, wiejemy! (2025)

## Nagrody i wyróżnienia
- 2006: Nagroda na Festiwalu Polskich Filmów Fabularnych w Gdyni za kostiumy do filmu Chaos (wspólnie z Katarzyną Bartel)[2]
- 2009: Nagroda na Festiwalu Polskich Filmów Fabularnych w Gdyni za kostiumy do dwóch filmów: Wojna polsko-ruska oraz Handlarz cudów[3]
- 2020: nominacja do Polskiej Nagrody Filmowej za kostiumy do filmu Mowa ptaków[4]
- 2023: nominacja do Polskiej Nagrody Filmowej za kostiumy do filmu Apokawixa[5]
- 2023: nominacja do Polskiej Nagrody Filmowej za kostiumy do filmu Śubuk[5]